# U18-Världsmästerskapet i ishockey för herrar 2018
U18-Världsmästerskapet i ishockey för herrar 2018 spelas 19-29 april 2018 i Tjeljabinsk och Magnitogorsk i Ryssland beträffande toppdivisionen. VM i de lägre divisionerna spelas på andra platser och under andra tidpunkter.
- Division I, grupp A i Riga, Lettland från 2 till 8 april 2018.
- Division I, grupp B i Odessa, Ukraina från 14 till 20 april 2018.
- Division II, grupp A i Tallinn, Estland från 1 till 7 april 2018.
- Division II, grupp B i Zagreb, Kroatien från 24 till 30 mars 2018.
- Division III, grupp A i Erzurum, Turkiet från 26 mars till 1 april 2018.
- Division III, grupp B i Queenstown, Nya Zeeland i mars 2018.

## Toppdivisionen
Toppdivisionen spelas 19-29 april 2018 i Tjeljabinsk och Magnitogorsk i Ryssland.

### Resultat

#### Gruppspel

##### Grupp A
|             | S | V | ÖV | ÖF | F | GM | IM | MS | P |
| ----------- | - | - | -- | -- | - | -- | -- | -- | - |
| USA U18     | 0 | 0 | 0  | 0  | 0 | 0  | 0  | 0  | 0 |
| Sverige U18 | 0 | 0 | 0  | 0  | 0 | 0  | 0  | 0  | 0 |
| Kanada U18  | 0 | 0 | 0  | 0  | 0 | 0  | 0  | 0  | 0 |
| Schweiz U18 | 0 | 0 | 0  | 0  | 0 | 0  | 0  | 0  | 0 |
| Belarus U18 | 0 | 0 | 0  | 0  | 0 | 0  | 0  | 0  | 0 |

##### Grupp B
|               | S | V | ÖV | ÖF | F | GM | IM | MS | P |
| ------------- | - | - | -- | -- | - | -- | -- | -- | - |
| Finland U18   | 0 | 0 | 0  | 0  | 0 | 0  | 0  | 0  | 0 |
| Ryssland U18  | 0 | 0 | 0  | 0  | 0 | 0  | 0  | 0  | 0 |
| Slovakien U18 | 0 | 0 | 0  | 0  | 0 | 0  | 0  | 0  | 0 |
| Tjeckien U18  | 0 | 0 | 0  | 0  | 0 | 0  | 0  | 0  | 0 |
| Frankrike U18 | 0 | 0 | 0  | 0  | 0 | 0  | 0  | 0  | 0 |

## Division I Grupp A
Division I Grupp A spelas i Riga, Lettland från 2 till 8 april 2018.

### Slutställning
| Lag           | S | V | ÖV | ÖF | F | GM | IM | MS | P |
| ------------- | - | - | -- | -- | - | -- | -- | -- | - |
| Lettland U18  | 0 | 0 | 0  | 0  | 0 | 0  | 0  | 0  | 0 |
| Kazakstan U18 | 0 | 0 | 0  | 0  | 0 | 0  | 0  | 0  | 0 |
| Danmark U18   | 0 | 0 | 0  | 0  | 0 | 0  | 0  | 0  | 0 |
| Norge U18     | 0 | 0 | 0  | 0  | 0 | 0  | 0  | 0  | 0 |
| Tyskland U18  | 0 | 0 | 0  | 0  | 0 | 0  | 0  | 0  | 0 |
| Slovenien U18 | 0 | 0 | 0  | 0  | 0 | 0  | 0  | 0  | 0 |

| Uppflyttat till Toppdivisionen | Nedflyttat till division I grupp B |

## Division I Grupp B
Division I Grupp B spelas i Odessa, Ukraina från 14 till 20 april 2018.

### Slutställning
| Lag           | S | V | ÖV | ÖF | F | GM | IM | MS | P |
| ------------- | - | - | -- | -- | - | -- | -- | -- | - |
| Ungern U18    | 0 | 0 | 0  | 0  | 0 | 0  | 0  | 0  | 0 |
| Österrike U18 | 0 | 0 | 0  | 0  | 0 | 0  | 0  | 0  | 0 |
| Japan U18     | 0 | 0 | 0  | 0  | 0 | 0  | 0  | 0  | 0 |
| Italien U18   | 0 | 0 | 0  | 0  | 0 | 0  | 0  | 0  | 0 |
| Ukraina U18   | 0 | 0 | 0  | 0  | 0 | 0  | 0  | 0  | 0 |
| Rumänien U18  | 0 | 0 | 0  | 0  | 0 | 0  | 0  | 0  | 0 |

| Uppflyttat till division I grupp A | Nedflyttat till division II grupp A |

## Division II Grupp A
Division II Grupp A spelas i Tallinn, Estland från 1 till 7 april 2018.

### Slutställning
| Lag                | S | V | ÖV | ÖF | F | GM | IM | MS | P |
| ------------------ | - | - | -- | -- | - | -- | -- | -- | - |
| Polen U18          | 0 | 0 | 0  | 0  | 0 | 0  | 0  | 0  | 0 |
| Estland U18        | 0 | 0 | 0  | 0  | 0 | 0  | 0  | 0  | 0 |
| Litauen U18        | 0 | 0 | 0  | 0  | 0 | 0  | 0  | 0  | 0 |
| Sydkorea U18       | 0 | 0 | 0  | 0  | 0 | 0  | 0  | 0  | 0 |
| Storbritannien U18 | 0 | 0 | 0  | 0  | 0 | 0  | 0  | 0  | 0 |
| Australien U18     | 0 | 0 | 0  | 0  | 0 | 0  | 0  | 0  | 0 |

| Uppflyttat till division I grupp B | Nedflyttat till division II grupp B |

## Division II Grupp B
Division II Grupp B spelas i Zagreb, Kroatien från 24 till 30 mars 2018.

### Slutställning
| Lag               | S | V | ÖV | ÖF | F | GM | IM | MS | P |
| ----------------- | - | - | -- | -- | - | -- | -- | -- | - |
| Kroatien U18      | 0 | 0 | 0  | 0  | 0 | 0  | 0  | 0  | 0 |
| Spanien U18       | 0 | 0 | 0  | 0  | 0 | 0  | 0  | 0  | 0 |
| Serbien U18       | 0 | 0 | 0  | 0  | 0 | 0  | 0  | 0  | 0 |
| Nederländerna U18 | 0 | 0 | 0  | 0  | 0 | 0  | 0  | 0  | 0 |
| Island U18        | 0 | 0 | 0  | 0  | 0 | 0  | 0  | 0  | 0 |
| Kina U18          | 0 | 0 | 0  | 0  | 0 | 0  | 0  | 0  | 0 |

| Uppflyttat till division II grupp A | Nedflyttat till division III grupp A |

## Division III Grupp A
Division III Grupp A spelas i Erzurum, Turkiet från 26 mars till 1 april 2018.

### Slutställning
| Lag                  | S | V | ÖV | ÖF | F | GM | IM | MS | P |
| -------------------- | - | - | -- | -- | - | -- | -- | -- | - |
| Belgien U18          | 0 | 0 | 0  | 0  | 0 | 0  | 0  | 0  | 0 |
| Israel U18           | 0 | 0 | 0  | 0  | 0 | 0  | 0  | 0  | 0 |
| Kinesiska Taipei U18 | 0 | 0 | 0  | 0  | 0 | 0  | 0  | 0  | 0 |
| Bulgarien U18        | 0 | 0 | 0  | 0  | 0 | 0  | 0  | 0  | 0 |
| Turkiet U18          | 0 | 0 | 0  | 0  | 0 | 0  | 0  | 0  | 0 |
| Mexiko U18           | 0 | 0 | 0  | 0  | 0 | 0  | 0  | 0  | 0 |

| Uppflyttat till division II grupp B | Nedflyttat till division III grupp B |

## Division III Grupp B
Division III Grupp B spelas i Queenstown, Nya Zeeland i mars 2018.

### Slutställning
| Lag             | S | V | ÖV | ÖF | F | GM | IM | MS | P |
| --------------- | - | - | -- | -- | - | -- | -- | -- | - |
| Nya Zeeland U18 | 0 | 0 | 0  | 0  | 0 | 0  | 0  | 0  | 0 |
| Hongkong U18    | 0 | 0 | 0  | 0  | 0 | 0  | 0  | 0  | 0 |
| Sydafrika U18   | 0 | 0 | 0  | 0  | 0 | 0  | 0  | 0  | 0 |

| Uppflyttat till division III grupp A |